# Partito del Popolo (Islanda)
Il Partito del Popolo (in islandese Flokkur fólksins) è un partito politico islandese fondato nel 2016 da Inga Sæland. Il suo obiettivo principale è migliorare le condizioni dei poveri e dei disabili e combattere le discriminazioni, l'ingiustizia e l'illegalità.
I principi fondamentali del partito sono l'amore, l'onestà e la dignità umana.
Lo statuto del partito afferma: "L'obiettivo del Partito del popolo è combattere col pensiero, con la parola e con la volontà per gli islandesi che soffrono ingiustizie, discriminazioni, illegalità e povertà. Il partito si basa su un messaggio d'amore e combatte la povertà e la corruzione in Islanda."

## Polemiche
Alla fine del novembre 2018, il partito ha espulso due dei suoi parlamentari, Karl Gauti Hjaltason e Ólafur Ísleifsson, dopo un incontro di questi ultimi con i membri del Partito di Centro in cui Karl Gauti e Ólafur non si sono opposti alle osservazioni sprezzanti dei membri del partito centrista contro la leader del Partito del Popolo, Inga Sæland.

## Risultati elettorali

### Parlamento
| Elezione | Voti   | %   | Seggi  | +/–   |
| -------- | ------ | --- | ------ | ----- |
| 2016     | 6.707  | 3,5 | 0 / 63 | Nuovo |
| 2017     | 13.502 | 6,9 | 4 / 63 | 4     |
| 2021     | 17.672 | 8,8 | 6 / 63 | 2     |